# Alfred Wegener Medal
Die Alfred Wegener Medal (englisch) ist ein Preis in Geowissenschaften der European Geosciences Union (EGU). Sie ist nach Alfred Wegener benannt. Bis zum Jahr 2003 wurde sie von der European Union of Geosciences (EUG) verliehen, die dann in der EGU aufging. Sie wird für herausragende Leistungen in Meteorologie, Ozeanographie oder Hydrologie verliehen.

## Preisträger
- 1983: Dan Peter McKenzie, W. Jason Morgan
- 1985: Paul Tapponnier
- 1987: Keith Runcorn
- 1989: John Tuzo Wilson
- 1991: Donald L. Turcotte
- 1993: Stephan Mueller, Manik Talwani
- 1995: Edward A. Irving, Aleksey N. Khramov
- 1997: Kurt Lambeck, Norman Sleep
- 1999: Barbara Romanowicz
- 2001: Paul F. Hoffman
- 2003: Xavier Le Pichon
- 2004: Gérard Mégie
- 2005: Georgy Golitsyn
- 2006: Lawrence A. Mysak
- 2007: Claude F. Boutron
- 2008: Pierre Morel
- 2009: Lennart Bengtsson
- 2010: Jean-Yves Parlange
- 2011: Gerold Wefer
- 2012: Michael Ghil
- 2013: Edouard Bard
- 2014: Eric F. Wood
- 2015: Sergej Zilitinkevich
- 2016: John P. Burrows
- 2017: Murugesu Sivapalan
- 2018: Meinrat O. Andreae
- 2019: Michael L. Bender
- 2020: Ingeborg Levin
- 2021: Angela M. Gurnell
- 2022: Günter Blöschl
- 2023: Harry Vereecken
- 2024: Stefan Rahmstorf
- 2025: Trevor McDougall[2]